# Семеновська (станція метро)
55°46′59″ пн. ш. 37°43′20″ сх. д. / 55.78306° пн. ш. 37.72222° сх. д.
«Семе́новська» (рос. Семёновская) (до 30 листопада 1961 року — «Сталінська») — станція Арбатсько-Покровської лінії Московського метрополітену. Розташована між станціями «Партизанська» і «Електрозаводська», на території району Соколина Гора Східного адміністративного округу Москви.
Відкрита 18 січня 1944 року в складі дільниці «Курська» — «Ізмайловська» (нині — «Партизанська») (третя черга будівництва). Сучасну назву дано по Семеновській площі, початкову («Сталінська») — по колишньому Сталінському району Москви. Станція має статус виявленого об'єкта культурної спадщини.

## Технічна характеристика
Конструкція станції — колонно-пілонна трисклепінна (глибина закладення — 40 м). Споруджена за індивідуальним проектом (за типорозмірами пілонної станції, проте геологічна обстановка дозволила замінити кожен пілон чотирма колонами) Це з'явилося розвитком творчої думки архітекторів, метою яких було створення зручнішої для пасажирів глибокої станції. У результаті простір всіх залів збільшився. Ці ідеї були пізніше розвинуті в архітектурному вирішенні станції «Курська» Кільцевої лінії, де бічні станційні тунелі дещо зближуються, кожна поперечна пара колон присувається одна до одної і утворює одну розширену колону.

## Колійний розвиток
Станція без колійного розвитку.

## Оздоблення
Оздоблення присвячено темі Радянської Армії та зброї. Колони оздоблені світлим мармуром «коєлга» зі вставками червоно-строкатого мармуру «нижній тагіл». В орнаменті склепіння центрального залу позначені види важкого озброєння — танки, САУ, літаки тощо. Підлогу викладено чорним, червоним, сірим і білим гранітом. Колійні стіни оздоблені сірим з білими прожилками мармуром «уфалей», в якому через рівні проміжки зроблені трикутні вставки із зеленого шаруватого пісковику. На них зображені карбовані бронзові щити із зображенням зразків радянської зброї. Торцеву стіну прикрашає горельєф, який зображає орден Перемоги на тлі зброї і прапорів з написом «Нашій Червоній Армії — Слава!». Барельєфи із зображенням зброї і портретів воїнів прикрашають колійні стіни, зображення зброї прикрашають також стелю центрального залу. Світильники в центральному залі розташовані на торшерах із зеленого мармуру з бронзовою підставою.
Наземний вестибюль, виконаний у формі арки, оздоблено шліфованим туфом і червоним гранітом (фасад). Касовий зал оздоблено білим і червоним мармуром. Спочатку у верхній частині вестибюля розташовувався круглий барельєф із зображенням Сталіна, який було знято у 1960.

## Пересадки
- Автобус: 032, 36, 83, 141, 254, 469, 552, 634, 702, 730, т22, н3;
- Трамвай: 2, 11, 12, 34, 36, 46